# Natallia Salahub
Natallia Salahub ou Solohub, en biélorusse : Натальля Салагуб, née le 31 mars 1975 à Minsk, est une athlète biélorusse spécialiste des épreuves du sprint. C'est dans les relais 4 × 100 mètres et 4 × 400 mètres qu'elle obtient les meilleurs résultats, empochant trois médailles mondiales. Natalya Sologub a été suspendue pour dopage de 2001 à 2003.

## Carrière

### Palmarès
| Date | Compétition                    | Lieu     | Épreuve    | Résultat | Performance        |
| ---- | ------------------------------ | -------- | ---------- | -------- | ------------------ |
| 2001 | Championnats du monde en salle | Lisbonne | 400 mètres | 6e (d-f) | 53 s 60            |
| 2001 | Championnats du monde          | Edmonton | 400 mètres | 4e       | 51 s 78            |
| 2004 | Championnats du monde en salle | Budapest | 200 mètres | 6e (d-f) | 23 s 62            |
| 2004 | Championnats du monde en salle | Budapest | 4 × 400m   | 2e       | 3 min 29 s 96 (NR) |
| 2005 | Championnats du monde          | Helsinki | 4 × 100m   | 3e       | 42 s 56            |
| 2006 | Championnats du monde en salle | Moscou   | 4 × 400m   | 2e       | 3 min 28 s 65      |

### Records
| Épreuve    | Performance | Lieu     | Date           |
| ---------- | ----------- | -------- | -------------- |
| 100 mètres | 11 s 30     | Brest    | 2 juillet 2005 |
| 200 mètres | 22 s 82     | Brest    | 4 juillet 2005 |
| 400 mètres | 51 s 61     | Varsovie | 17 juin 2001   |